# Райнхардт, Эмиль Альфонс
Эмиль Альфонс Райнхардт (нем. Emil Alphons Rheinhardt; 4 апреля 1889, Вена — 25 февраля 1945, концлагерь Дахау) — австрийский писатель, поэт, драматург, переводчик.

## Биография и творчество
Сын дипломата. Получил медицинское образование, учился у З. Фрейда, работал как врач и психоаналитик, сотрудничал с Я. Морено. Первую книгу стихов, «Часы и участи» (нем. Stunden und Schicksale), отмеченную влиянием Рильке и Гофмансталя, выпустил в 1913 году. Примыкал к экспрессионистам, был близок к О. Кокошке, известен его портрет с женой, написанный Кокошкой в 1912 году.
В 1920 году составил антологию «Весть. Новая австрийская поэзия» (нем. Die Botschaft. Neue Gedichte aus Österreich). В 1922—1926 годах работал редактором в мюнхенском издательстве Drei-Masken-Verlag, составлял для издательства Пауля Листа книжную серию «Эпикон», включающую наиболее значительные романы мировой литературы, переводил на немецкий язык произведения Бальзака, Флобера, Франсиса Жамма, Киплинга и других авторов. В этот же период Райнхардт опубликовал ряд исторических романов, из которых наибольший успех имела биография Элеоноры Дузе (1928, переведена на английский, французский, итальянский, португальский, польский и латышский языки; выдержала 15 изданий).
C 1924 года жил в Италии, с 1928 — во Франции, где после аншлюса Австрии входил в состав антифашистской «Лиги за духовную Австрию» вместе с Францем Верфелем, Робертом Музилем, Йозефом Ротом, Бруно Вальтером и другими. В 1940 году после оккупации Франции, был интернирован немцами. Затем освобождён, установил контакты с французскими и итальянскими коммунистами. В 1943 году был вновь арестован, заключён в лагерь в Компьене, а в 1944 году отправлен в концлагерь Дахау, где погиб от сыпного тифа.

## Посмертные издания
- Rheinhardt E. A. Tagebuch aus den Jahren 1943/44. Geschrieben in den Gefängnissen der Gestapo in Menton, Nizza und Les Baumettes (Marseille) / Hrsg. von M. Krist. — Wien: Turia; Kant Verlag, 2003.